# Ленинград (фотоаппарат)
«Ленинград» — малоформатный дальномерный фотоаппарат со встроенным пружинным вайндером и сменными объективами, выпускавшийся с 1956 до 1968 года объединением ГОМЗ в Ленинграде. Всего выпущено более 76 000 штук (по другим данным — 71 000). Считается одним из самых совершенных советских дальномерных фотоаппаратов, выпускавшихся крупной серией. Советский стенд с фототехникой, в состав которого входил «Ленинград», получил «Гран-при» на Всемирной выставке в Брюсселе в 1958 году.

## Опытные образцы
«Ленинград» стал результатом многолетних разработок, начавшихся в ГОИ им. Вавилова ещё в 1947 году. Первый прототип имел оригинальную конструкцию без какого-либо пружинного двигателя. В этих камерах тестировался разработанный Александром Гельгаром фокальный затвор с горизонтальным ходом цельных металлических шторок и диапазоном выдержек от целой секунды до 1/500. Ещё одной особенностью было так называемое «пульсирующее» выравнивание фотоматериала: при взводе затвора прижимной столик отводится, освобождая путь плёнке, а перед съёмкой прижимается вплотную. Кроме того, фотоаппарат снабжался оригинальным курковым взводом с прямолинейным перемещением откидного рычага вдоль задней стенки. 
Первые опытные образцы (возможно, единственный) с маркировкой «ГОИ» имели складной объектив «Индустар». Встроенный в корпус аппарата фокусировочный геликоид вращается колесом по образцу байонета Contax, и совмещён с дальномером номинальной базой 90 мм. Второй опытный образец с маркировкой «Ленинград» был изготовлен партией из 10 штук в первых числах апреля 1948 года. Новая версия снабжена оригинальным байонетом, специально для которого разработаны три сменных объектива в складных оправах: «Орион-15» 28/6,0; «Уран-14» 35/2,5 и «Индустар-33» 80/2,8. Штатный объектив «Юпитер-3» 50/1,5. Первые собранные образцы были представлены на Всесоюзной выставке отечественного приборостроения в 1949 году и включены в производственные каталоги.
Однако, результаты испытаний опытных образцов были признаны неудачными. Затвор работал нестабильно, а его светоизоляция оказалась недостаточной. Кроме того, система перемещения плёнки односторонним однозубым грейфером без зубчатых барабанов оказалась ненадёжной. Поэтому фотоаппарат, разработанный ГОИ, не дошёл до серийного выпуска. Вместо него на ГОМЗ под руководством И. Шапиро создан другой прототип, уже оснащённый вместо курка пружинным двигателем и с байонетным креплением оптики по образцу Alpa. Технология изготовления пружины вайндера уже была отработана заводом во время запуска производства копии немецкого фотоаппарата Robot для советских спецслужб в 1949 году. От пульсирующего прижима плёнки также отказались, а база дальномера укорочена до 80 мм. Наиболее интересным решением, использованным в этой конструкции, считается затвор с вертикальным ходом складных металлических шторок, построенный по принципам современного ламельного, и предвосхитивший реализованный позднее японский Copal Square. В 1952 году выпущена опытная партия фотоаппаратов. В 1954 году и эта конструкция была признана неудачной и полностью переработана, получив классический матерчатый затвор и резьбовые объективы типа «ФЭД-Зоркий».

## Серийная модель
Крупносерийный выпуск начат лишь в 1956 году, когда конструкция фотоаппарата была окончательно согласована. Его технические характеристики соответствуют выпущенной в том же году на КМЗ камере «Зоркий-4». Главным преимуществом может считаться телескопический видоискатель типа Альбада с разметкой почти под всю доступную тогда сменную оптику, кроме сверхширокоугольной. В поле зрения видоискателя нанесены постоянные рамки, соответствующие сменным объективам с фокусными расстояниями 50 мм, 85 мм и 135 мм. Общее видимое поле соответствует объективу с фокусным расстоянием 35 мм. В остальных советских дальномерных фотоаппаратах такой разметки не было. Поле зрения видоискателя соответствовало штатному объективу 50 мм, а для работы с другими фокусными расстояниями требовался дополнительный визир. Кроме того, совмещённый с видоискателем дальномер «Ленинграда» обеспечивает автоматическую компенсацию параллакса в горизонтальной плоскости. Его номинальная база снова сократилась и составила 57 мм. 
В отличие от других дальномерных камер в видоискателе «Ленинграда» вместо пятна с «двоящимся» изображением используется площадка с одинарным, смещённым относительно внешнего. Для точной фокусировки требуется совместить контуры изображения внутри площадки с внешним изображением. От последнего прототипа в серийном «Ленинграде» остался пружинный вайндер, позволяющий производить съёмку с частотой до 3 кадров в секунду и протягивать до 10 кадров за один завод. При этом серийная съёмка на массовых камерах была недоступна, и каждый следующий кадр взводился только после освобождения кнопки спуска. Существовали заводские прототипы, поддерживающие серийную съёмку с увеличенной до 6 кадров в секунду частотой, но серийно они не выпускались. Из-за скоростной протяжки для зарядки плёнки пригодны только шторные двухцилиндровые кассеты «ФКЦ» типа Contax.
Затвор с горизонтальным ходом матерчатых шторок из прорезиненного шёлка мало отличается от «Зорких» и «ФЭДов» тех лет с таким же диапазоном выдержек. Большинство фотоаппаратов комплектовались штатным объективом «Юпитер-8» с резьбовым креплением М39x1. Часть камер поставлялась в комплекте со сверхсветосильным «Юпитер-3» 1,5/50 мм. Резьба М39 на тот момент была самым массовым типом крепления сменной оптики в СССР, и для «Ленинграда» были доступны любые объективы от «ФЭДа» и «Зоркого». Однако из-за конструктивного выступа корпуса непосредственно под верхней крышкой камеры, нет возможности использовать складные объективы с поводком, например «Индустар-22». На базе серийного «Ленинграда» было создано несколько камер для работы в космосе. Кроме того, существовали опытные образцы зеркальной версии фотоаппарата под названием «Оптимист».

- Верхняя панель
- Нижняя панель
- Задняя стенка снята

Условно различают три серийных выпуска, отличавшихся количеством винтов на передней панели камеры, рядом выдержек и некоторыми другими деталями:
- первый выпуск (1956—1958 годы) — со «старым» рядом выдержек, более сложной конструкцией головки обратной перемотки. Два винта слева от объектива, т. н. «двухвинтовой». Упрощённая конструкция каркаса дальномера.
- второй выпуск (1959—1961 годы) — со «старым» рядом выдержек. Четыре винта на передней панели, по два справа и слева от объектива. Упрощена конструкция головки обратной перемотки. Конструкция каркаса дальномера улучшена.
- третий выпуск (1961—1968 годы) — с «новым» рядом выдержек. Четыре винта, надписи на головке обратной перемотки нанесены краской. С 1964 года эмблема ГОМЗ заменяется эмблемой ЛОМО.

Из-за своей высокой стоимости (125 рублей) и низкой надёжности некоторых узлов «Ленинград» не получил широкого распространения. В наши дни он представляет большой интерес для коллекционеров.

### Технические характеристики
| Характеристика             | Первый выпуск                                            | Второй выпуск                                            |
| -------------------------- | -------------------------------------------------------- | -------------------------------------------------------- |
| Годы выпуска               | 1956—1964                                                | 1964—1968                                                |
| Тип плёнки                 | 35-мм перфорированная в кассетах (тип 135)               | 35-мм перфорированная в кассетах (тип 135)               |
| Размер кадра               | 24×36 мм                                                 | 24×36 мм                                                 |
| Основной объектив          | «Юпитер-3» 1,5/50                                        | «Юпитер-8» 2/50                                          |
| Шкала выдержек             | В, Д, 1, 2, 5, 10, 25, 50, 100, 250, 500, 1000           | В, Д, 1, 2, 5, 15, 30, 60, 100, 250, 500, 1000           |
| Синхронизация со вспышками | Регулируемый по времени упреждения синхронизатор 0-25 мс | Регулируемый по времени упреждения синхронизатор 0-25 мс |
| Габаритные размеры, мм     | 150×90×70                                                | 150×90×70                                                |
| Вес, г                     | 900                                                      | 900                                                      |

## Интересные факты
Уникальный экземпляр опытного образца второго варианта камеры, созданного в ГОИ в 1948 году, в 2020 году выставлен в Вене на аукцион по цене, превышающей 80 тысяч долларов.